# Akron (New York)
Pour les articles homonymes, voir Akron.
Akron est un village américain situé dans le comté d’Érié, dans l’État de New York. Lors du recensement de 2010, il comptait 2 868 habitants.

## Source
- (en) Cet article est partiellement ou en totalité issu de l’article de Wikipédia en anglais intitulé « Akron, New York » (voir la liste des auteurs).